# Sarah Preston Monks

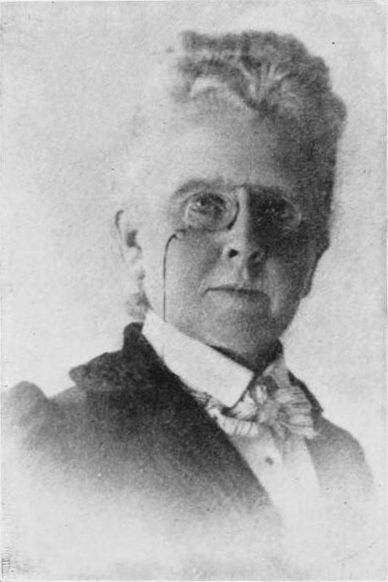
Sarah P. Monks, circa 1908

Sarah P. Monks mit einem Seesternexemplar aus einer Veröffentlichung von 1920

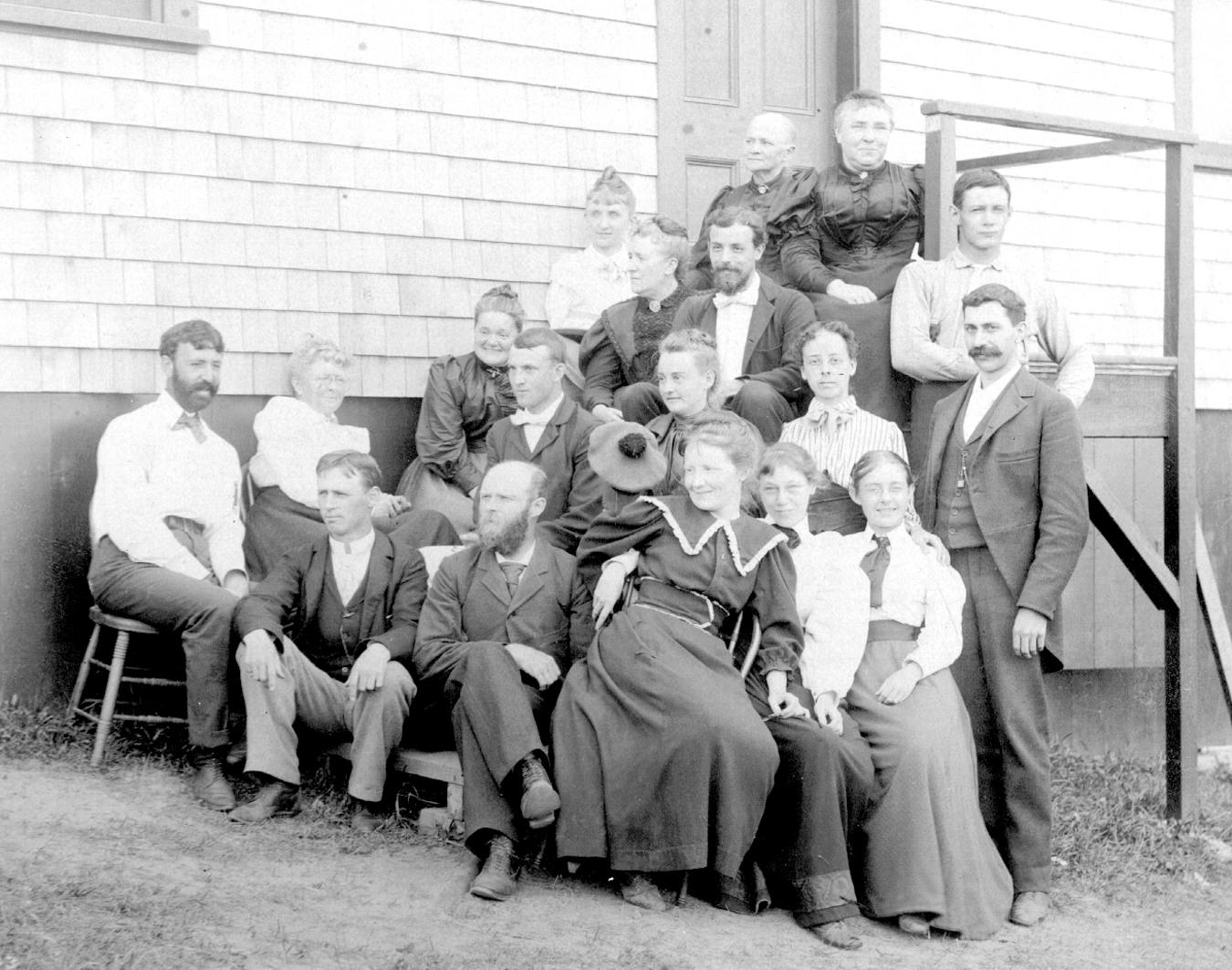
Botanik-Kurs am Marine Biological Laboratory, 1894. Zweite von links ist Sarah P. Monks

Sarah Preston Monks (* 9. Oktober 1846 in Cold Spring (New York); † 10. Juli  1926 in San Pedro (Los Angeles), Kalifornien) war eine US-amerikanische Zoologin und Pädagogin. Sie war die erste Zoologielehrerin an der Los Angeles State Normal School (heute University of California, Los Angeles), wo sie über 20 Jahre lang unterrichtete.

## Leben und Werk
Monks wurde als eines von drei Kindern von John Monks und Sarah Charlotte Monks geboren. Sie studierte am Vassar College, wo sie 1871 einen Bachelor-Abschluss und 1876 einen Master-Abschluss erhielt. Am Woman’s Medical College of Pennsylvania studierte sie Anatomie und Mikrobiologie. Anschließend forschte sie an der Academy of Natural Sciences in Philadelphia bei Edward Drinker Cope und klassifizierte ornithologische Exemplare. Später zog sie nach Kalifornien, wo sie ein Jahr lang am College of Santa Barbara unterrichtete, bevor sie 1884 an der Los Angeles State Normal School die erste Zoologielehrerin der Schule wurde.  Sie lehrte bis zu ihrer Pensionierung 1906 dort Zoologie, Chemie und Zeichnen und war Kuratorin des Museums der Schule.  Sie hielt im Rahmen von Weiterbildungsprogrammen für Lehrer in Südkalifornien außerdem Vorlesungen über Entomologie und Mikroskopie.
In ihrer Freizeit und in Zusammenarbeit mit dem Labor von William Emerson Ritter auf Terminal Island arbeitete sie an verschiedenen Forschungsprojekten. Sie sammelte Exemplare und veröffentlichte wissenschaftliche und populäre Artikel über Schildkröten, Eidechsen, Salamander, Spinnen, Schiffswürmer und Kieselalgen. 1906 zog sie sich in ihr Haus in San Pedro in der Sea Pansy Bay im Hafen von Los Angeles, neben dem Haus ihres Freundes Charles Fletcher Lummis zurück, wo sie ihre wissenschaftliche Arbeit fortsetzte. Ihre Bibliothek mit wissenschaftlichen Veröffentlichungen und anderen Materialien vermachte sie 1915 dem Naturhistorischen Museum des Los Angeles County.
Sie war Autorin mehrerer Bücher über Meereslebewesen. Zu ihren Veröffentlichungen gehörten unter anderen das Lehrbuch Anatomy Physiology, welches sie illustrierte. Sie wurde 1888 als Mitglied des Woods Hole Marine Biological Laboratory und 1894 als Gründungsmitglied der Biological Association des Labors aufgeführt. Die Schnecke Fusinus monksae soll von William Healey Dall 1915 nach ihr benannt worden sein.

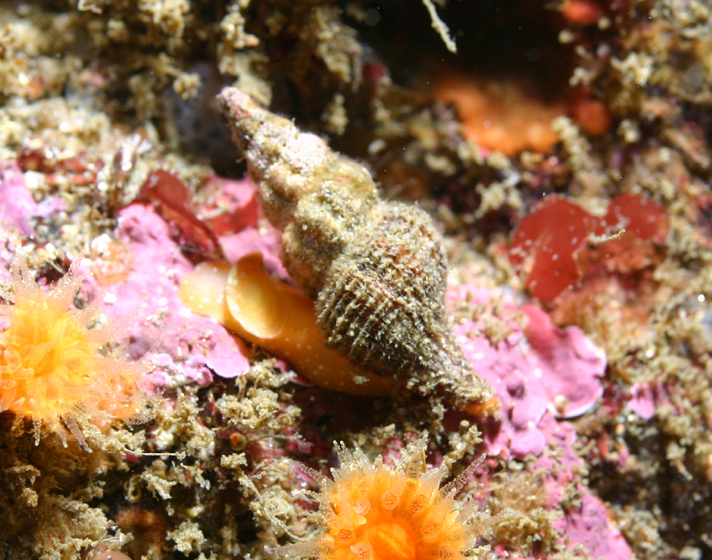
Fusinus monksae

## Veröffentlichungen (Auswahl)
- Regeneration of the Body of a Starfish, Proceedings of the Academy of Natural Sciences of Philadelphia, 1903.
- Variability and Autotomy of Phataria, Proceedings of the Academy of Natural Sciences of Philadelphia, 1904.
- A Partial Biography of the Green Lizard, The American Naturalist, 1881.